# 스페이스 치킨: 마법 부적의 비밀
《스페이스 치킨: 마법 부적의 비밀》(Condorito: La Pelicula, Space Chicken)는 페루에서 제작된 에두와르도 슐츠 감독의 2017년 애니메이션, 모험, 코미디, SF 영화이다. 류승곤 등이 주연으로 출연하였다.
이 영화는 2D, 3D 포맷으로 2017년 10월 12일 라틴아메리카에 처음 개봉되었으며, 20세기 폭스를 통해 배급되었고 이 영화는 칠레, 페루, 멕시코, 콜롬비아를 포함한 여러 지역, 국가에서 박스오피스 성공을 거두었다.

## 출연

### 주연
- 류승곤
- 이인석
- 이명희
- 안현서

### 조연
- 김유림
- 김정훈
- 신한호